# Sko jezici
Sko jezici, malena jezična porodica koja obuhvaća (7) papuanskih jezika iz Papue Nove Gvineje i susjedne Indonezije na Novoj Gvineji. Porodica je podijeljena na dvije skupine jezika, to su krisa i vanimo;

## Klasifikacija
A. Krisa jezici (4): krisa, puari, rawo, warapu.
B. Vanimo jezici (3) : skou, vanimo, wutung.

## Vanjske poveznice
- Ethnologue (14th)
- Sko, Kwomtari, and Left May (Arai) Phyla  Arhivirana inačica izvorne stranice od 26. lipnja 2010. (Wayback Machine)